# Euconnus pragensis
Euconnus pragensis är en skalbaggsart som först beskrevs av Machulka 1923.  Euconnus pragensis ingår i släktet Euconnus, och familjen glattbaggar. Enligt den finländska rödlistan är arten nära hotad i Finland. Arten är reproducerande i Sverige. Artens livsmiljö är naturmoskogar.